# 周一粟
周一粟（1923年—1951年6月29日），中國共產黨員，福建省龍溪縣人，福建集美初中畢業，戰後來台化名呂芳欽參加中共中央社會部台灣工作站，因蘇藝林案而判處死刑，1951年6月29日槍決於台北水源路刑場。

## 生平
周一粟，1923年生於福建省龍溪縣，福建集美初中畢業。1948年中共中央社會部部長李克農先後派遣朱芳春(化名非)、蕭明華及周一粟等多名特工赴台發展組織。由非領導，並由蘇藝林負責軍事情蒐，周一粟負責地下武裝政治工作。
1945年孫玉林抵台，在花蓮開設廣益貿易行與泰豐米廠，非接受李克農指示與孫玉林取得聯繫，在宜蘭礁溪溫泉區與老同學蘇藝林及非碰面，開始參與中共中央社會部在台地下組織運作，李克農之兩項指示與九大任務，主要是蒐集海陸空軍情報，策反將領陣前起義、動搖官吏加入、成立武裝和登陸接應點等。周一粟受組織安排，在花蓮孫玉林所經營的廣益木材行擔任職員，掩護其身分，非指示周一粟、陳平成立組織，由周一粟實際負責，並要求在花東地區籌組地下武力，周一粟、陳平領導林振成、簡桂生。林振成、簡桂生兩位曾是日本派往南洋作戰的台籍軍伕，有作戰經驗，並在二二八時，糾集夥伴抗爭。
孫玉林透過過關係結識花蓮空軍軍糧補給庫庫長朱冠軍，將軍糧交存孫玉林的泰豐米廠，前後盜賣軍糧達十五萬斤。與台灣東部防守區司令部參謀處少校參謀白靜寅交易武器槍枝，透過其辦理非出境的證件。
1950年3月22日非帶著包含「海南島作戰計畫書」、「臺灣省作戰計畫書」等多達二十幾種相關軍事情報之相片膠卷，從基隆搭船往香港返回上海。同年5月海南島全島遭到中共解放。
1950年2月蕭明華因非在大陸身分遭偵破在住處被逮捕，5月相關人等陸續遭到逮捕，1951年7月全案偵查進入後續收網階段，調查局在香港新聞天地週刊刊登整刊的特稿，以李克農照片為封面，標題中共社會部首領李克農的潛台組織已被一網打盡。
周一粟與同案蘇藝林、陳平、田子彬、安學林、張慶、嚴明森、孫玉林、劉維杰、白靜寅、徐毅、余熙、葛仲卿、譚興坦、林振成、簡桂生、馬學樅、李學驊共18人被判處死刑，1951年6月29日槍決於水源路刑場。

## 紀念
2005年起台灣受難者家屬李坤龍陸續將大陸籍受難者遺骨送回大陸，周一粟與劉光典等人經過調查後，獲頒烈士證明。
2013年10月 北京西山國家森林公園的無名英雄廣場上立有無名英雄紀念碑，為紀念來台灣在1950年代被處決「隱避戰線烈士」而設立，周一粟銘刻於紀念碑上。